# 肯尼思·戴维斯
肯尼思·戴维斯（英語：Kenneth Davis，1948年9月12日—），美国前男子篮球运动员。他曾代表美国获得1972年夏季奥运会篮球比赛男子银牌。他也参加了1970年夏季世界大学生运动会，获得男子篮球银牌。